# Pastorie Sint-Nicolaaskerk (Eemnes)
De Pastorie  van de Sint-Nicolaaskerk is een rijksmonument aan de Wakkerendijk 58 in Eemnes in de provincie Utrecht.
De pastorie staat tegen de Sint-Nicolaaskerk. Beide werden in 1843 tegelijkertijd gebouwd. In 1884 kwam aan de oostgevel een uitbouw met de kapelaanskamer. Aan de zuidzijde van het huis werd in 1927 een door architect Smit ontworpen serre aangebouwd. De portiek aan de Wakkerendijk heeft zuilen met daarboven een balkon. 